# جمعية الطب البيطري المبنية على الأدلة
جمعية الطب البيطري المبنية على الأدلة (بالإنجليزية: Evidence-Based Veterinary Medicine Association)‏ هي منظمة مهنية دولية غير ربحية (501 (c) 3) تأسست من أجل تنظيم أحسن للبحوث البيطرية الناشئة، التدريب وممارسة الطب البيطري القائم على الأدلة.
الاستراتيجية الرسمية لدمج أفضل الأبحاث المتوفرة والمصممة بشكل نقدي والتي تم تقييمها إحصائياً مع الخبرة السريرية بالإضافة إلى احتياجات أو رغبات كل ممارس سريري.
يستمد الطب البيطري المبني على الأدلة ويقابل حركة الطب القائم على الأدلة في الطب البشري.
يؤكد موقع جمعية الطب البيطري المبنية على الأدلة على:

## روابط خارجية
- موقع جمعية الطب البيطري المبنية على الأدلة